# Abus sexuels dans la Fraternité sacerdotale Saint-Pie-X

Les abus sexuels dans la Fraternité sacerdotale Saint-Pie-X (FSSPX) sont les sévices sexuels commis au sein de cette institution par certains de ses clercs et agents pastoraux. Surtout rendues publiques depuis les années 2010, certaines de ces accusations ont donné lieu à des condamnations devant des juridictions civiles ou canoniques. Les critiques portent également sur l’étouffement institutionnel de ces affaires, comme dans les cas de règlements en interne avec simples mutations ou de mises à l’écart temporaires sans dénonciation aux autorités.

## Critiques d'associations de victimes
L’association de victimes de dérives sectaires AVREF a publié en mai 2016 un Livre noir de la Fraternité sacerdotale Saint-Pie-X, qui fait état de plusieurs affaires d’abus sexuels dans la Fraternité, de mauvaise gestion et même de complicités de la part des supérieurs, voire dans certains cas de complicité des familles des victimes elles-mêmes. Dans son avant-propos, l’AVREF décrit « un milieu très fermé sur lui-même, où les familles en viennent quelquefois à préférer la position de la communauté à l'écoute de leurs enfants ». Une deuxième édition de ce Livre noir est parue en janvier 2019, à la suite de nouvelles condamnations pénales et de nouvelles révélations.
Deux associations de victimes, le Groupe SAPEC (Suisse) et La Parole libérée (France), se sont jointes à l'AVREF dans un communiqué de presse commun le 10 janvier 2018, à la suite de la condamnation en appel du prêtre suisse Frédéric Abbet, communiqué qui met lourdement en cause la FSSPX pour son manque de coopération avec la justice dans cette affaire.
L’Union nationale des associations de défense des familles et de l'individu victimes de sectes dénonce également des dérives sectaires et des abus sexuels dans la Fraternité Saint-Pie-X.
À l'occasion d'une manifestation devant le prieuré de la FSSPX à Lourdes, les associations Mouv'Enfants et Collectif de victimes de la FSSPX ont critiqué l'inaction de la congrégation vis-à-vis du prêtre Patrick Groche, qui « aurait reconnu « sa culpabilité, de façon claire et sans difficulté » auprès de ses supérieurs hiérarchiques »,.
La Fraternité sacerdotale Saint-Pie-X a refusé d’ouvrir ses archives auprès des historiens de la commission Sauvé. C'est pourquoi des victimes d'abus de membres de la congrégation ont décidé de créer un collectif en juillet 2022 afin de témoigner. Par ailleurs, les membres de ce collectif souhaitent que l’Église catholique inscrive la prévention des abus au centre des négociations pour la réintégration de la FSSPX en son sein. Ils déplorent l’omerta de la congrégation : pour la Fraternité, disent-ils, « accuser un prêtre est plus grave que l’agression commise par le prêtre »,. Dans une enquête du quotidien suisse Le Temps de janvier 2024, ce collectif estime le nombre de « prêtres problématiques » à une soixantaine, « soit près de 10% des effectifs »,.

## Condamnations

### Condamnations pénales
- Silviano Bernabé Uribe, ordonné prêtre en 1989 au séminaire FSSPX de La Reja en Argentine, est condamné en septembre 2004 à un an de prison avec sursis pour des agressions sexuelles sur une majeure et sur une mineure de 13 ans. Il était alors directeur d’une école hors-contrat de la FSSPX à Bordeaux. L’abbé Bernabé Uribe a fait appel de cette décision et a perdu le 19 mai 2005, puis s’est pourvu en cassation, où la Cour a rejeté son pourvoi le 26 avril 2006[13],[14],[15].
- Christophe Roisnel, ordonné prêtre à Écône en 2002 et directeur de l'école maternelle et primaire privée Notre-Dame de la Sablonnière, une institution hors contrat de la FSSPX à Goussonville (Yvelines)[16]. En 2010, deux enseignantes de l’établissement et une de leurs amies se plaignent à la Fraternité des abus sexuels de l’abbé. Il est alors discrètement envoyé au couvent capucin de Morgon. Il y reste presque 3 ans avant d'être nommé dans une école de garçons. Apprenant cette nouvelle, ces victimes portent plainte devant la justice et il est arrêté le 7 avril 2014, alors qu'il est toujours au couvent des capucins[17],[18]. Il est condamné le 5 mai 2017 à seize ans de réclusion criminelle pour des viols aggravés sur deux femmes adultes[19]. Il interjette appel et écope le 16 février 2018 de trois ans supplémentaires, soit un total de dix-neuf ans, pour des faits de torture qui n’avaient pas été retenus en première instance[20].
- Frédéric Abbet, ordonné prêtre en 2004 à Écône, condamné à cinq ans de réclusion par la Cour d'appel de Bruxelles le 13 décembre 2017 pour violences sexuelles sur mineur de moins de 16 ans dans un internat de la FSSPX à Bruxelles[21]. Absent au verdict pour raison de santé et ayant demandé à purger sa peine en Suisse, il n'est arrêté et incarcéré qu'en juin 2020 en Valais[22],[23],[24].
- Kevin G. Sloniker, formateur de servants de messe à l'église FSSPX Immaculate Conception dans l'Idaho aux États-Unis, moniteur de camps de jeunesse de la FSSPX et ancien séminariste à Winona, condamné le 28 octobre 2016 à perpétuité avec une peine de sûreté de trente-cinq ans pour viols et agressions sexuelles sur sept mineurs âgés de 8 à 14 ans[25]. L'émission d'investigation suédoise Uppdrag granskning a consacré en avril 2017 un épisode à l'affaire et au procès, qui met en cause la responsabilité de la Fraternité Saint-Pie-X[26].
- Guillaumo Aguilar, un militaire qui vient régulièrement séjourner dans une école de la FSSPX près de Saint-Malo, exerçant l'office « d’encadrant et de surveillant durant ses séjours » condamné le 17 décembre 2020 à sept ans d'emprisonnement pour agressions sexuelles sur treize élèves[27]. Selon Le Pays malouin, deux élèves avaient averti un prêtre de l'établissement, qui s'est défendu par le secret de la confession. La hiérarchie de l'établissement n'a donc pas été mise en cause par la cour[28],[9].
- Peter Palmeri, employé à la St. Marys Academy (en), école de la Fraternité au Kansas (États-Unis), est condamné à dix ans de réclusion pour des faits d’agressions sexuelles sur ses enfants[29],[30].

- Le parquet de La Roche-sur-Yon annonce en octobre 2020 l’arrestation et la mise en examen de Pierre de Maillard, prêtre français de la FSSPX, pour des faits de viols et agressions sexuelles sur mineurs et de corruption de mineurs[31],[32]. Il est condamné, en juin 2023, à vingt ans de réclusion pour viols et agressions sexuelles sur 27 mineurs, avec une peine de sûreté des deux tiers[33].
- Matthew Stafki, ordonné prêtre le 13 juin 2014 au séminaire FSSPX de Winona par l'évêque Bernard Fellay, plaide coupable de crimes sexuels du 2d degré en échange de l'abandon d'autres accusations d'abus sexuels sur sa nièce de neuf ans et est condamné le 27 juin 2023 à 90 mois de réclusion avec peine de sûreté des 2/3 par un tribunal du Minnesota[34].

- Arnaud Rostand, ordonné prêtre en 1993 et accusé en 2024 d’agressions sexuelles à l'encontre de sept mineurs en France, en Suisse et en Espagne entre 2002 et 2018, reconnaît les faits et demande pardon aux victimes. Le 7 juin 2024, il est condamné par le tribunal judicaire de Gap à un an de prison, avec interdiction d'exercer une quelconque activité avec des mineurs et obligation de suivi socio-judiciaire pendant quatre ans[35],[36],[37].

- Herbert Simo Rustila, frère de nationalité philippine, né le 15 avril 1986 et ayant fait ses vœux de profession religieuse en 2011 sous le nom Brother Vincent Mary à Iloilo aux Philippines, est condamné en février 2025 par la cour pénale du tribunal de district de Whanganui en Nouvelle-Zélande à 200 heures de travaux d'intérêt général et deux ans de surveillance électronique avec interdiction d'approcher des mineurs de 16 ans, pour des faits d'abus sexuels sur un garçon mineur s'étalant sur une période de quatre ans[38],[39].

### Condamnations canoniques
Les jugements canoniques ne sont pas publics et les condamnations sont donc souvent difficiles à établir, même si elles peuvent dans certains cas être confirmées publiquement par les autorités ecclésiastiques.
- Benedict Van Der Putten, ordonné prêtre en 1992 au séminaire nord-américain de la FSSPX, accusé par plusieurs jeunes femmes (dont au moins une mineure) d'abus sexuels en Californie[40] et réduit à l'état laïc sous le pontificat de Benoît XVI[41] après avoir cherché à intégrer le diocèse de Scranton en Pennsylvanie[42]. Il apparaît dans le Pennsylvania Grand Jury Report (en) avec deux autres agresseurs sexuels ordonnés dans la FSSPX, Carlos Urrutigoity (de) et Eric Ensey[43],[44].
- Philippe Peignot, ordonné prêtre en juin 1982 par Marcel Lefebvre, aurait abusé d’au moins huit jeunes garçons[45] dont Vincent Lambert[9],[46]. Il est condamné en 2014 par la Congrégation pour la Doctrine de la foi à l'interdiction de tout apostolat auprès de mineurs[47],[2]. Philippe Peignot n'accepte pas la sanction, quitte la Fraternité en 2015 et rejoint une entité dissidente de la FSSPX. Il est toujours libre en 2022[9]. En novembre 2022, le quotidien La Croix mentionne une nouvelle plainte à son encontre. Ainsi Bruno Raout, ancien pensionnaire de l’internat de Riaumont à la fin des années 1970, le met en cause pour « violences sexuelles »[48].

## Enquêtes

### États-Unis
The Kansas City Star signale le 17 mai 2020 que le Kansas Bureau of Investigation (en) (KBI) a étendu à la FSSPX son enquête sur des abus sexuels commis et occultés dans l’Église catholique, enquête qui concernait à l’origine les quatre diocèses catholiques de l’État. Selon la source citée, qui a été interrogée par le KBI, huit prêtres de la Fraternité seraient visés pour des faits commis ou occultés dans l'État du Kansas. L’information est confirmée par le KBI le lendemain et reprise la semaine suivante par des médias européens,. En janvier 2023, le KBI déclare à Associated Press que l'enquête visant des clercs FSSPX est toujours en cours.
Le 4 août 2020, The Kansas City Star révèle que le district américain de la FSSPX impose à ses clercs et employés de ne répondre aux enquêteurs du KBI qu’en présence d’un avocat de la Fraternité et d’informer immédiatement le district si l’on a déjà répondu à des questions des enquêteurs.
Church Militant a publié l'acte d'accusation daté du 27 septembre 2022 d'un tribunal du Minnesota contre l'abbé Matthew Stafki, ordonné prêtre le 13 juin 2014 au séminaire FSSPX de Winona par l'évêque Bernard Fellay. Cet acte comporte un chef d'accusation pour une sollicitation sexuelle d'enfant sur internet et trois chefs d'accusations pour des actes sexuels criminels sur une fillette âgée de 9 à 11 ans. Le document fait état d'une reconnaissance des faits par Matthew Stafki au père de la victime.
Le 23 avril 2024, Stella Maris Media s'est fait l'écho de la plainte qu'une femme a déposée au civil en Californie contre plusieurs personnes physiques et morales, parmi lesquelles le prêtre Benedict Van Der Putten et la Fraternité Saint-Pie X, pour respectivement agressions sexuelles et négligence, imprudence et défaut de supervision. La plainte, datée du 10 janvier 2024 et reproduite par Stella Maris Media, affirme que « les comportements déplacés de Van Der Putten étaient notoires à [la maison de retraites spirituelles] St.-Aloïs » mais qu'en dépit de cela « la FSSPX s'est abstenue à l'époque d'enquêter sur le comportement de Van Der Putten et l'a autorisé à poursuivre ses activités à St.-Aloïs », où il aurait continué à abuser de la plaignante.
Stella Maris Media révèle le 30 juillet 2024 que, le 16 du même mois, Stephen Sanborn Jr. a déposé dans le Missouri une plainte civile contre les abbés Pierre Duverger et Arnaud Rostand comme personnes physiques et contre la Fraternité sacerdotale Saint-Pie X comme personne morale. D'après la plainte, Pierre Duverger aurait engagé une liaison avec l'épouse du plaignant, ce qui a conduit à l'éclatement de son mariage. Arnaud Rostand, censé superviser Duverger au moment des faits, aurait eu connaissance de ceux-ci et aurait laissé faire Duverger, engageant la responsabilité de la FSSPX en tant qu'il était alors supérieur de son district des États-Unis.

### France

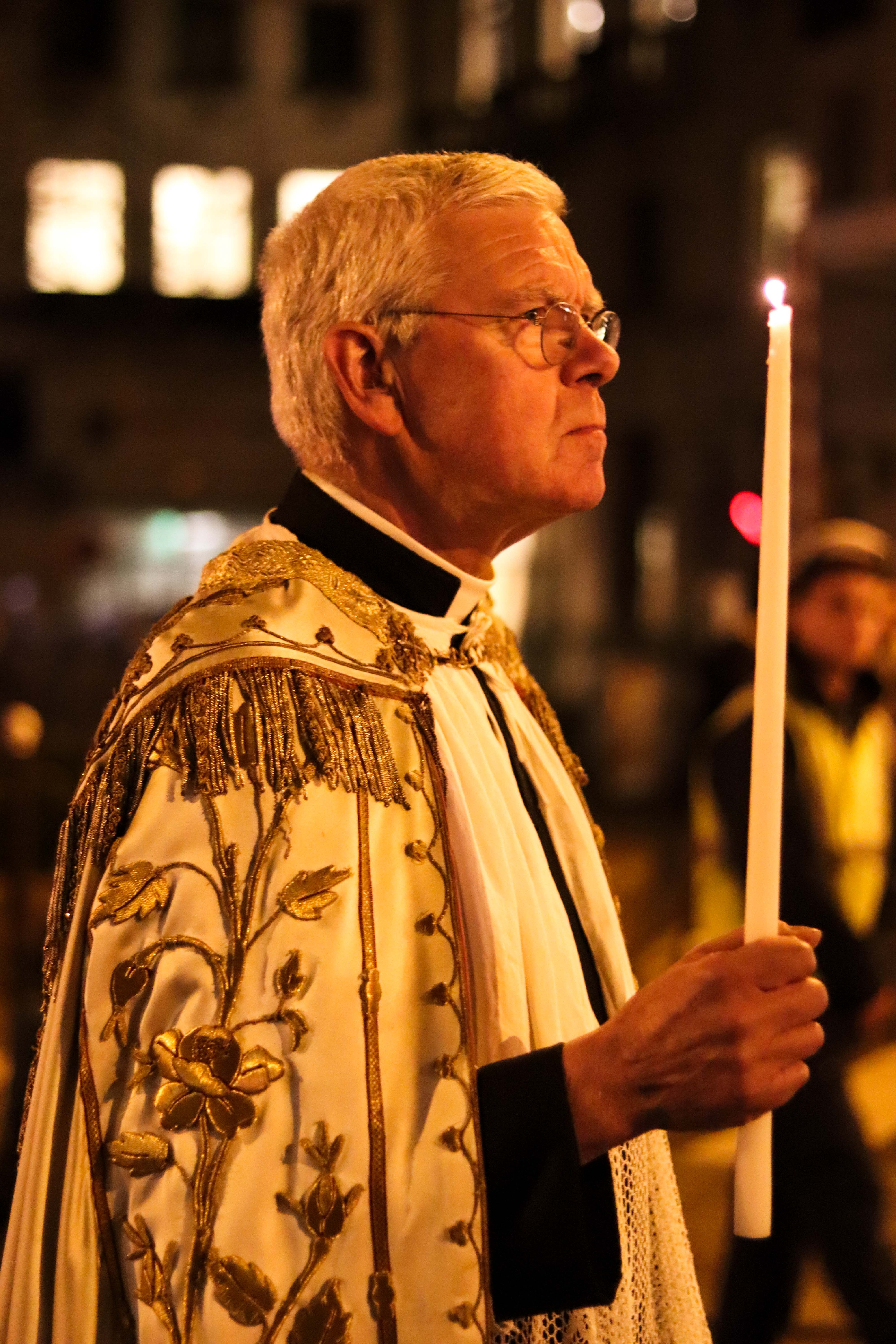
Benoît de Jorna en 2023.

La Commission indépendante sur les abus sexuels dans l'Église (CIASE), active de février 2019 à octobre 2021, a considéré la FSSPX comme une congrégation catholique ordinaire et a recueilli les témoignages de victimes d'abus sexuels commis par ses clercs et agents pastoraux en France, ainsi que l'audition en séance plénière de la mère d'une victime d'un prêtre FSSPX. À la publication du rapport, le 5 octobre 2021, Jean-Marc Sauvé a annoncé qu'un diocèse et une congrégation religieuse avaient refusé l'accès à leurs archives aux historiens de la CIASE. Mediapart révélera la semaine suivante qu'il s'agissait du diocèse de Bayonne, Lescar et Oloron et de la Fraternité sacerdotale Saint-Pie-X. Benoît de Jorna, supérieur du district de France de la fraternité lefebvriste, indique : « Je n’approuve pas ce que les évêques de France ont fait, parce qu’ils auraient dû travailler en interne sans demander une collaboration extérieure : c’est à eux de régler le problème ». De même, il refuse d'envisager une réparation auprès des victimes à travers la Commission reconnaissance et réparation (CRR) mise en place par la Conférence des religieux et religieuses de France : « On nous dit que nous ne sommes pas en pleine communion avec l'Église, je ne vois pas pourquoi nous le serions cette fois »,.
En mai 2024, un prêtre de la Fraternité sacerdotale Saint-Pie X est interpellé au prieuré Marie-Reine à Mulhouse. Il est mis en examen, accusé d'avoir violé un enfant entre 1993 et 1995 dans le pensionnat de la Fraternité à Éguelshardt.

### Gabon et Nouvelle-Zélande
En septembre 2022, une enquête de Jeune Afrique dénonce deux prêtres de la Fraternité pour des abus sexuels sur de jeunes garçons, à Libreville au Gabon, sur une période allant 1986 à 2008. Les deux prêtres sont déplacés depuis, passant du Québec à la France. L'un d'eux, Patrick Groche, s'installe à Lourdes en France,, et reconnaît sa culpabilité en 2020. Après la parution de l'article de Jeune Afrique, Patrick Groche n'apparaît plus sur le site internet de la Fraternité. Par ailleurs, une association de victimes a dénombré « au moins 16 » victimes et a « pu échanger avec une dizaine d’entre elles », elle s'interroge sur le lieu de résidence du prêtre et espère qu'il n'est pas en contact avec des enfants,. Il continue d'y célébrer la messe. Benoît de Jorna, supérieur du district de France de la Fraternité, précise qu’il n’y a pas eu d’action en justice.
Le prêtre Damian Carlile est également évoqué par le collectif des victimes de la Fraternité. Ce prêtre australien a fait des victimes au Gabon et en Nouvelle-Zélande selon ce collectif. Le 11 janvier 2024, le média néo-zélandais Stuff publie le témoignage d'un des accusateurs de Carlile, un ancien servant de messe de Wanganui, et signale qu'une action civile est en cours contre la FSSPX à la suite de l'échec d'une tentative de règlement à l'amiable. Deux anciens servants de messe, représentés par le cabinet d'avocats Shine Lawyers, réclameraient chacun 900 000 dollars néo-zélandais d'indemnisation. Le 6 janvier 2024, Stuff signalait qu'un autre homme, de 37 ans, domicilié à une adresse de la FSSPX en Nouvelle-Zélande et dont l'identité est protégée par la loi, aurait comparu devant le tribunal de Wanganui en octobre 2023 pour des accusations d'atteinte sexuelle sur un jeune garçon en 2019. Selon le journaliste Federico Magrin, le supérieur local de la FSSPX, Pierre-Yves Chrissement, aurait invité par lettre les parents ayant des inquiétudes par rapport aux agissements de cet homme à venir le voir plutôt que de s'adresser aux autorités civiles. La FSSPX s'est refusée à répondre aux accusations de Stuff. Il est condamné en février 2025 à 200 heures de travaux d'intérêt général.

### Suisse
Le quotidien suisse Le Temps a consacré les six premières pages de son édition du samedi 13 janvier 2024 à une large enquête en trois articles sur des faits de violence, notamment sexuelle, commis au sein de la Fraternité en Suisse, en France, en Belgique et au-delà. Les journalistes Agathe Seppey et Grégoire Baur écrivent : « Notre analyse démontre que les violences dénoncées ont lieu aux quatre coins de l'Europe et du monde, dès la création – ou presque – de la Fraternité et jusqu'en 2020 en tout cas. Elles sont sexuelles, mais aussi psychologiques et physiques. Et parfois s'additionnent ». Dans une interview en page 5, Josselin Tricou, sociologue des religions à l'Université de Lausanne, évoque une combinaisons de facteurs « violentogènes » dans la Fraternité et la croyance en l'Église catholique comme « société sainte, parfaite et auto-suffisante » comme facteurs « propices aux abus sexuels et à leur non-dénonciation ».
L'enquête du Temps et en particulier le témoignage d'un ancien élève de l'école FSSPX d'Ecône Les Fleurs de Mai, qui y rapportait des humiliations et maltraitances physiques au tournant des années 1990, ont fait réagir les autorités du Canton du Valais. Ces dernières ont effectué une inspection de l'école le lundi suivant. La direction de l'école s'est défendue d'avoir « jamais eu connaissance en son sein de traitements tels qu’ils y sont décrits » et a affirmé « son empathie pour les souffrances vécues ». L'école s'est engagée à mettre en place un espace de parole indépendant ouvert aux élèves et à leurs parents. Elle procédera également à l'examen systématique des casiers judiciaires pour tous les enseignants et intervenants ecclésiaux en activité, ce qui n'était pas le cas jusque là.
La hiérarchie de la FSSPX a refusé par email de répondre aux questions du Temps, tout en précisant que « la préoccupation première de la Fraternité est pour les victimes ».
Dans la foulée de cet article, Le Temps révèle en octobre 2024 que l'abbé H., affecté de longue date au prieuré d'Onex, est envoyé à la « prison dorée » de la FSSPX dans les Hautes-Alpes à compter de l'été 2024.

## Critiques

### Critiques envers Bernard Fellay
Mediapart publie le 20 mars 2017 une liste de vingt-cinq évêques, dont cinq en fonction, ayant couvert des faits d’abus sexuels, liste dans laquelle figure Bernard Fellay, qui a été supérieur général de la Fraternité de 1994 à 2018, aux côtés de vingt-quatre évêques diocésains français,,. Les critiques de Mediapart concernent spécifiquement les cas de Christophe Roisnel, condamné depuis lors à dix-neuf ans de réclusion par la Cour d’assises d’appel de Nanterre, et celui de Philippe Peignot, condamné canoniquement en 2014.
Bernard Fellay est également critiqué pour la non-dénonciation de Frédéric Abbet en 2005 en Suisse, le choix du lieu de sa mutation dans un bâtiment abritant un pensionnat à Bruxelles, et le manque de coopération de la hiérarchie de la FSSPX avec la justice belge. Ces critiques ont fait l’objet en janvier 2018 d’un communiqué conjoint de trois associations de victimes : La Parole libérée, l’AVREF et le Groupe SAPEC,. Elles font suite au procès, où les trois juges ont décrit l'attitude de la hiérarchie de la FSSPX comme « criminogène » et où l'avocat général a déclaré dans son réquisitoire que « la Fraternité Pie X aurait dû se trouver sur le banc [des accusés] »,.

### Commentaires de dignitaires de l’Église catholique
Dans une interview accordée à la chaîne suédoise SVT à la suite de la diffusion du documentaire d’investigation The Golden Prison, Anders Arborelius, cardinal et archevêque de Stockholm, remercie les journalistes d’enquêter sur les abus au sein des mouvements de l’Église et souligne que la FSSPX ne doit pas traiter ces affaires en interne mais procéder à des signalements à la police quand cela se produit.
Le pape François, répondant à une question de Nicolas Senèze dans l’avion de Fátima à Rome le 13 mai 2017, reconnaît l’existence d’abus sexuels dans la FSSPX et la compétence de la Congrégation pour la doctrine de la foi pour les juger. Guido Pozzo, à l’époque secrétaire de la Commission pontificale Ecclesia Dei, estime en mai 2017 que le mode de traitement des abus dans la Fraternité n’est « absolument pas un problème » dans le processus de régularisation canonique et affirme que Bernard Fellay a toujours respecté le droit canon en matière d’abus sexuels. Cette assertion est toutefois qualifiée de « contre-vérite pure et simple » par l'AVREF dans son Livre Noir de la Fraternité sacerdotale Saint-Pie X (appendice B, p. 47), au moins pour les cas des abbés Philippe Peignot, Frédéric Abbet et Christophe Roisnel.